# 자본 통제
자본 통제(영어: Capital control)는 거래세, 기타 제한 또는 완전한 금지와 같이 국가 정부가 자본시장에서 국가의 자본계정으로 유입되거나 유출되는 자본 흐름을 규제하는 데 사용할 수 있는 거주지 기반 조치이다. 이러한 조치는 경제 전반에 걸치거나, 특정 부문(일반적으로 금융 부문) 또는 특정 산업(예: "전략" 산업)에 적용될 수 있다. 모든 흐름에 적용될 수도 있고, 흐름의 유형이나 기간(부채, 주식 또는 직접 투자, 단기 대 중장기)에 따라 다를 수도 있다.
자본 통제의 유형에는 시장 환율로 국가 통화의 매매를 방지하거나 제한하는 외환 통제, 다양한 금융 자산의 국제 매매에 허용되는 볼륨에 대한 상한선, 통화 교환에 대한 제안된 토빈세와 같은 거래세, 최소 체류 요건, 의무적 승인 요건 또는 개인 시민이 국가에서 인출할 수 있는 금액에 대한 제한 등이 포함된다. 자본 통제가 유익한지, 그리고 어떤 상황에서 사용되어야 하는지에 대한 의견은 여러 차례 변화했다. 자본 통제는 제2차 세계 대전 이후 등장하여 1970년대 초반까지 지속된 브레턴우즈 체제의 필수적인 부분이었다. 이 시기는 자본 통제가 주류경제학에 의해 처음으로 승인된 시기였다. 국제 자본 시장이 전반적으로 덜 활성화되었기 때문에 자본 통제는 상대적으로 쉽게 부과되었다. 1970년대에는 경제적 자유주의, 자유 시장 경제학자들이 자본 통제가 전반적으로 해롭다는 것을 동료들에게 설득하는 데 점점 더 성공했다. 미국, 다른 서방 정부, 그리고 국제 통화 기금(IMF) 및 세계은행과 같은 다자간 금융 기관들은 자본 통제에 대해 비판적인 시각을 갖기 시작했고, 많은 국가들이 금융 세계화를 촉진하기 위해 자본 통제를 포기하도록 설득했다.
1980년대 초반의 라틴아메리카 부채 위기, 1997년 아시아 금융 위기, 1998년 러시아 금융 위기, 그리고 세계 금융 위기는 자본 흐름의 변동성과 관련된 위험을 부각시켰고, 상대적으로 개방적인 자본계정을 가진 국가들조차도 거시 경제 및 건전성 정책과 함께 자본 통제를 사용하여 변동성 흐름이 자국 경제에 미치는 영향을 완화하는 수단으로 활용하게 했다. 세계 금융 위기 (2007년~2008년) 이후, 신흥 시장 경제로의 자본 유입이 급증하면서, IMF의 경제학자 그룹은 자본 흐름 변동성과 관련된 거시 경제 및 금융 안정성 위험을 관리하기 위한 정책 도구 상자의 요소를 설명했다. 제안된 도구 상자는 자본 통제의 역할을 허용했다. 이 연구는 자본 흐름 변동성에서 발생하는 금융 안정성 문제에 초점을 맞춘 후속 연구와 마찬가지로 IMF의 공식 입장을 대표하지는 않았지만, 정책 입안자와 국제 사회 간의 논쟁을 불러일으키고 궁극적으로 IMF의 제도적 입장을 변화시키는 데 영향을 미쳤다. 최근 몇 년 동안 자본 통제의 사용이 증가함에 따라, IMF는 거시 경제 및 건전성 정책과 함께 자본 흐름 변동성을 다루기 위한 자본 통제 사용에 대한 오명을 없애기 위해 노력해왔다. 자본 통제의 광범위한 사용은 60여 년 전 존 메이너드 케인스와 해리 덱스터 화이트가 표명한 우려를 반영하여 G-20에서 명시된 바와 같이 다양한 다자간 조정 문제를 야기한다.

## 역사

### 제1차 세계 대전 이전
19세기 이전에는 일반적으로 국제 무역 및 금융 통합 수준이 낮았기 때문에 자본 통제가 거의 필요하지 않았다. 일반적으로 1870년부터 1914년까지로 시기가 정해지는 제1차 세계화 시대에는 자본 통제가 거의 없었다.

### 제1차 세계 대전부터 제2차 세계 대전까지: 1914–1945
제1차 세계 대전 발발과 함께 고도로 제한적인 자본 통제가 도입되었다. 1920년대에는 일반적으로 완화되었지만, 1929년 대공황 이후 다시 강화되었다. 이는 규범적 경제 이론의 변화에 기반한 것이라기보다는 잠재적으로 파괴적인 흐름에 대한 즉흥적인 대응이었다. 경제 역사가인 배리 아이켄그린은 제2차 세계 대전 중에 자본 통제의 사용이 절정에 달했다고 시사했지만, 더 일반적인 견해는 가장 광범위한 시행이 브레턴우즈 이후에 일어났다는 것이다. 전간기 자본 통제의 한 예는 1931년 독일 총리 하인리히 브뤼닝이 도입한 라이히 비행세였다. 이 세금은 부유한 거주자들이 자본을 해외로 반출하는 것을 제한하기 위해 필요했다. 당시 독일은 대공황과 제1차 세계 대전 후 부과된 가혹한 전쟁 배상금으로 경제적 어려움을 겪고 있었다. 1933년 나치가 집권한 후, 이 세금은 국가 후원의 반유대주의를 피해 도피하는 유대인의 돈과 재산을 몰수하는 데 재활용되었다.

### 브레턴우즈 시대: 1945–1971

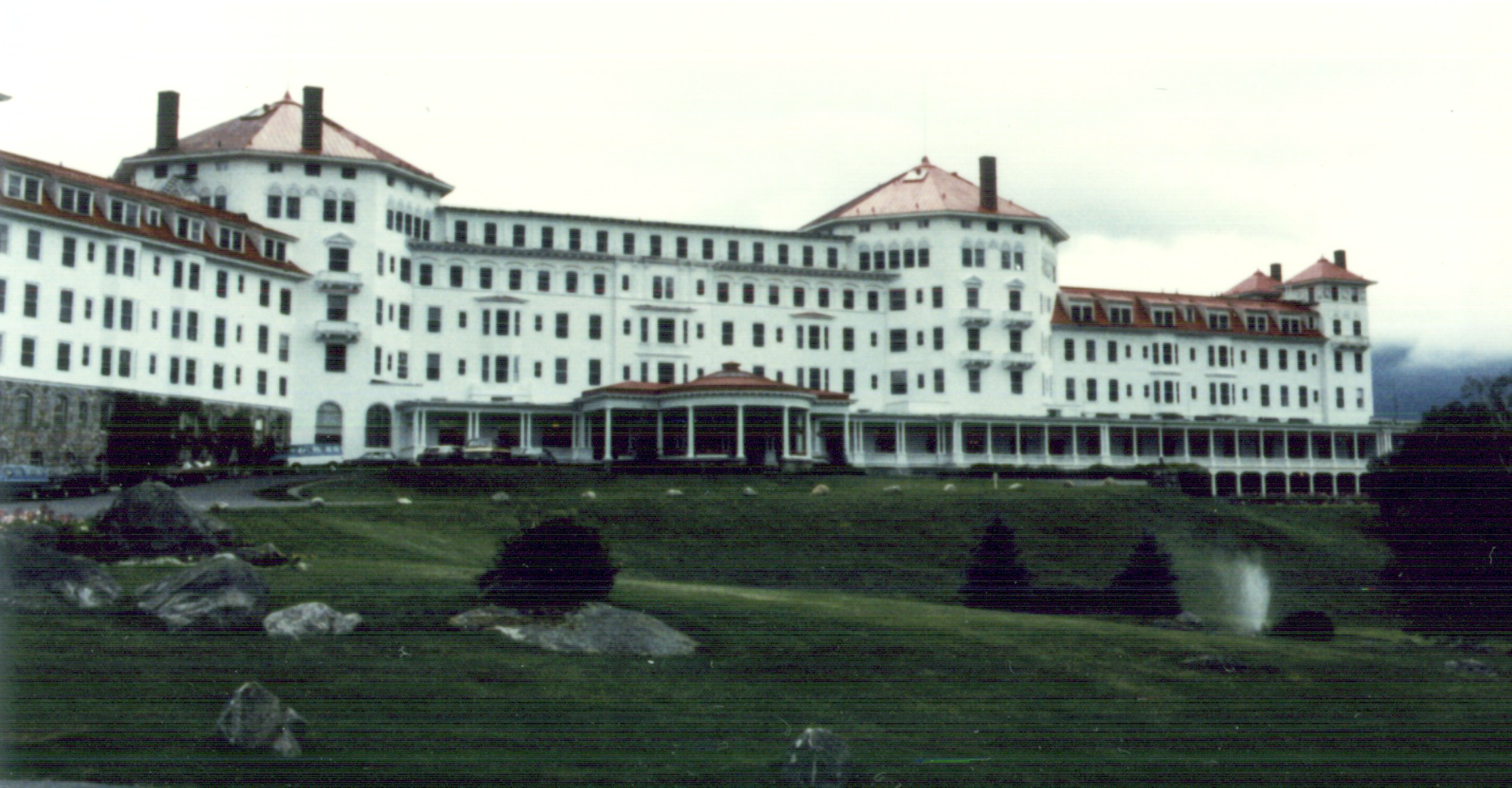
광범위한 자본 통제 시스템은 1944년 브레턴우즈에서 열린 국제 회의에서 결정되었다.

제2차 세계 대전이 끝날 무렵, 국제 자본은 새로 수립된 브레턴우즈 체제의 일환으로 강력하고 광범위한 자본 통제가 부과되면서 통제되었다. 이는 일반 국민과 더 넓은 경제의 이익을 보호하는 데 도움이 될 것으로 인식되었다. 이 시기에 서구 대중은 국제 은행가들에 대해 대체로 매우 낮은 시각을 가지고 있었고, 그들을 대공황의 원인으로 비난했기 때문에 이러한 조치들은 인기가 있었다. 브레턴우즈 체제의 주요 설계자 중 한 명인 존 메이너드 케인스는 자본 통제를 국제통화제도의 영구적인 특징으로 구상했다. 비록 그는 국제 상황이 충분히 안정되면 경상수지 전환성을 채택해야 한다고 동의했지만 말이다. 이는 본질적으로 통화가 상품 및 서비스의 국제 무역을 목적으로는 자유롭게 전환될 수 있지만, 자본계정 거래를 위해서는 전환될 수 없다는 것을 의미했다. 대부분의 산업 경제는 1958년경에 이러한 전환을 허용하기 위해 통제를 완화했다. 브레턴우즈의 또 다른 주요 설계자인 미국인 해리 덱스터 화이트와 그의 상사인 헨리 모건소는 케인스보다 다소 덜 급진적이었지만, 영구적인 자본 통제의 필요성에 여전히 동의했다. 브레턴우즈 회의 폐막 연설에서 모건소는 채택된 조치들이 "국제 금융의 성전에서 고리대금업자들을 쫓아낼 것"이라고 말했다.
케인스 혁명 이후, 제2차 세계 대전 후 처음 20년간은 경제학자들 사이에서 자본 통제에 대한 논쟁이 거의 없었지만, 밀턴 프리드먼은 예외였다. 1950년대 후반부터 유로달러 시장과 같은 혁신으로 인해 자본 통제의 효과가 약화되기 시작했다. 대니 로드릭에 따르면, 정부가 효과적으로 대응하려 하지 않은 것 때문인지, 아니면 그렇게 할 능력이 없었던 것 때문인지는 불분명하다. 에릭 헬라이너는 월스트리트 은행가들의 강력한 로비가 미국 당국이 유로달러 시장을 자본 통제에 종속시키지 않도록 설득하는 데 한 요인이었다고 주장한다. 1960년대 후반부터 경제학자들 사이에서 지배적인 의견은 자본 통제가 대체로 이롭기보다는 해롭다는 쪽으로 바뀌기 시작했다.
이 시기의 많은 자본 통제가 국제 금융가와 은행을 대상으로 했지만, 일부는 개별 시민을 대상으로 했다. 1960년대에는 영국 개인이 한때 해외 휴가를 위해 50파운드 이상을 가지고 나가는 것이 제한되었다. 경제학자 카르멘 라인하트와 케네스 로고프는 저서 《This Time Is Different》(2009)에서 이 시기의 자본 통제 사용이 급속한 경제 성장보다 브레턴우즈 시대에 발생한 매우 낮은 수준의 은행 위기 발생에 더 큰 책임이 있다고 시사한다. 배리 아이켄그린에 따르면, 1940년대와 1950년대의 자본 통제는 그 이후보다 더 효과적이었다.

### 브레턴우즈 이후 시대: 1971–2009
1970년대 후반에 케인스주의가 자유 시장 지향 정책과 이론으로 대체되고 사회적 자유주의 패러다임에서 신자유주의로 전환됨에 따라, 국가들은 1973년부터 1974년까지 미국, 캐나다, 독일, 스위스를 시작으로 1979년에는 영국이 자본 통제를 폐지하기 시작했다. 다른 대부분의 선진국 및 신흥 경제국들도 주로 1980년대와 1990년대 초반에 이를 따랐다. 대략 1980년부터 2009년까지의 기간 동안, 자본 통제는 위기 상황을 제외하고는 피해야 한다는 규범적 의견이 지배적이었다. 통제가 없으면 자본이 가장 필요한 곳으로 자유롭게 흐를 수 있어 투자자들이 좋은 수익을 누리는 데 도움이 될 뿐만 아니라 일반 국민도 경제 성장의 혜택을 받는 데 도움이 된다고 널리 여겨졌다. 1980년대에는 많은 신흥 경제국들이 선진국을 따라 자본 통제를 포기하기로 결정하거나 강요받았지만, 50개국 이상은 적어도 부분적으로는 유지했다.
자본 통제가 나쁘다는 정통적인 견해는 1997년 아시아 금융 위기 이후 도전을 받았다. 인도와 중국과 같이 자본 통제를 유지했던 아시아 국가들은 위기에서 비교적 무사히 벗어날 수 있었던 것을 자본 통제의 덕으로 돌릴 수 있었다. 말레이시아의 총리 마하티르 빈 모하맛은 1998년 9월 비상 조치로 엄격한 외환 통제와 포트폴리오 투자에서 자금 유출 제한을 포함하는 자본 통제를 부과했다. 이러한 조치들은 위기로 인한 피해를 억제하는 데 효과적인 것으로 나타났다. 1990년대 초반에는 세계화를 지지하는 일부 경제학자들, 예를 들어 자그디시 바그와티, 그리고 디 이코노미스트와 같은 간행물의 일부 필자들도 제한적인 자본 통제의 역할을 지지하는 목소리를 냈다. 많은 개발도상국 경제가 자유 시장 합의에 대한 신뢰를 잃었지만, 서방 국가들 사이에서는 여전히 강하게 유지되었다.

### 2008년 금융 위기 이후
대침체는 이전에 지배적이던 정통주의를 뒤집는 2008-2009 케인스주의 부활로 이어졌다. 2008-2011년 아이슬란드 금융 위기 동안, IMF는 아이슬란드에 자본 유출 통제를 부과할 것을 제안하며, 이를 "잠재적인 자본 유출 규모를 고려할 때 통화 정책 틀의 필수적인 특징"이라고 불렀다.
2009년 하반기에 세계 경제가 대침체에서 회복되기 시작하면서, 신흥 시장 경제, 특히 아시아와 라틴 아메리카로의 자본 유입이 급증하여 거시 경제 및 금융 안정성 위험을 증가시켰다. 여러 신흥 시장 경제는 이러한 우려에 대응하여 자본 통제 또는 거시건전성 조치를 채택했다. 브라질은 외국인의 금융 자산 구매에 세금을 부과했고, 중화민국은 해외 투자자의 정기예금 구매를 제한했다. 자본 통제가 부분적으로 다시 선호되는 것은 정책 입안자들 사이에서 거시건전성 정책의 더 큰 사용에 대한 광범위한 합의와 관련이 있다. 경제 언론인 폴 메이슨에 따르면, 거시건전성 정책의 전 세계적 채택에 대한 국제적 합의는 2009 G20 피츠버그 정상회의에서 이루어졌는데, 이는 몇 달 전 런던 정상회의에서는 불가능해 보였던 합의였다고 메이슨은 말했다.
여러 저명한 경제학자들의 친자본 통제 발언과 2010년 2월 IMF 경제학자들이 작성한 영향력 있는 직원 입장 보고서(Jonathan D. Ostry 외, 2010), 그리고 2011년 4월에 작성된 후속 보고서는 "시대의 종말"로 환영받았으며, 이는 궁극적으로 자본 통제는 최후의 수단으로 일시적으로만 사용되어야 한다는 IMF의 오랜 입장을 변화시켰다. 2010년 6월, 파이낸셜 타임스는 자본 통제 사용 증가 추세에 대한 여러 기사를 게재했다. 그들은 아시아 개발 은행과 세계은행의 영향력 있는 목소리들이 IMF에 합류하여 자본 통제의 역할이 있다고 조언했다고 언급했다. FT는 최근 인도네시아, 대한민국, 중화민국, 브라질, 러시아에서 통제가 강화되었다고 보도했다. 인도네시아에서는 최근 시행된 통제에 특정 증권에 대한 1개월 최소 보유 기간이 포함되었다. 대한민국에서는 통화 선물 포지션에 제한이 가해졌다. 중화민국에서는 외국인 투자자들이 특정 은행 예금에 접근하는 것이 제한되었다. FT는 통제 부과에는 자금 유치에 있어 가능한 미래 문제 발생을 포함한 단점이 있다고 경고했다.
2010년 9월까지 신흥 경제국들은 지난 2년간 여러 대규모 경제가 위기에 대한 대응으로 수행했던 확장적 통화 정책으로 인해 시장 참여자들에게 매력적인 캐리 트레이드로부터 막대한 자본 유입을 경험했다. 이로 인해 브라질, 멕시코, 페루, 콜롬비아, 대한민국, 중화민국, 남아프리카 공화국, 러시아, 폴란드와 같은 국가들은 이에 대한 대응으로 자본 통제를 강화할 가능성을 추가로 검토하게 되었다. 2010년 10월, 자본 흐름에 대한 우려 증가와 임박한 통화전쟁에 대한 광범위한 논의와 관련하여 금융가 조지 소로스는 향후 몇 년 동안 자본 통제가 훨씬 더 광범위하게 사용될 것이라고 시사했다. 여러 분석가들은 통제가 대부분의 국가에 효과적일지 의문을 제기했으며, 칠레의 재무 장관은 자국이 통제를 사용할 계획이 없다고 말했다.
2011년 2월, 새로운 IMF 연구(Jonathan D. Ostry 외, 2010)의 증거를 인용하여 단기 자본 유입을 제한하면 금융 안정성 위험을 낮출 수 있다는 점을 언급하며, 조지프 스티글리츠가 이끄는 250명 이상의 경제학자들이 오바마 행정부에 서한을 보내 다양한 양자 무역 협정에서 자본 통제 사용을 처벌할 수 있는 조항을 삭제해 달라고 요청했다. 기업들의 강력한 반대 로비가 있었고, 지금까지 미국 행정부는 이 요청에 따라 행동하지 않았지만, 재무장관 팀 가이트너와 같은 일부 인사들은 특정 상황에서 자본 통제를 지지한다고 발언했다.
IMF의 계량경제학 분석()과 다른 학술 경제학자들의 분석에 따르면, 일반적으로 자본 통제를 시행한 국가들이 그렇지 않은 유사 국가들보다 2008년 위기를 더 잘 견뎌냈다. 2011년 4월, IMF는 자본 통제 사용에 대한 최초의 지침을 발표했다. 2011년 G20 칸 정상회의에서 G20은 개발도상국들이 IMF 지침이 허용하는 것보다 더 큰 자본 통제 자유를 가져야 한다고 합의했다. 몇 주 후, 잉글랜드 은행은 G20의 자본 통제 사용 확대를 지지하는 결정을 대체로 환영하지만, 개발도상국에 비해 선진국이 효율적인 통제를 시행하기가 더 어려울 수 있다고 경고하는 보고서를 발표했다. 그러나 자본 통제 사용 증가에 대한 모든 모멘텀이 긍정적이었던 것은 아니다. 2011년 12월, 중국은 역내 자본 흐름에 대한 통제를 부분적으로 완화했는데, 파이낸셜 타임스는 이를 중국 당국의 지속적인 추가 자유화 욕구를 반영하는 것으로 묘사했다. 인도 또한 2012년 1월 초에 역내 자본에 대한 통제를 일부 해제했는데, 이는 인도 경제 상황을 고려할 때 중국에는 좋은 정책이지만 인도에는 그렇지 않다고 보는 경제학자 아르빈드 수브라마니안의 비판을 받았다.
2012년 9월, 터프츠 대학교의 마이클 W. 클라인은 단기 자본 통제가 유익할 수 있다는 새로운 합의에 이의를 제기하며, 브라질과 같은 국가들이 사용한 조치들이 (적어도 2010년까지는) 비효과적이었음을 보여주는 예비 연구를 발표했다. 클라인은 중국과 인도와 같이 장기 자본 통제를 가진 국가만이 역행하는 자본 흐름으로부터 측정 가능한 보호를 받았다고 주장한다. 같은 달, NIPFP의 일라 팻나이크와 아제이 샤는 인도에서 영구적이고 포괄적인 자본 통제가 거시 경제 정책 목표 달성에 비효과적이었던 것으로 보인다는 기사를 발표했다. 다른 연구에서는 자본 통제가 금융 안정성 위험을 낮출 수 있다고 보았으며, 세계 금융 위기 (2007년~2008년) 이후 브라질 당국이 채택한 통제는 브라질 자체에 일부 긍정적인 영향을 미쳤다.
자본 통제는 외부 효과를 가질 수 있다. 일부 실증 연구에서는 브라질에서 자본 통제가 강화되면서 자본 흐름이 다른 국가로 전환되었다는 것을 발견했다. IMF 직원 토론 노트(Jonathan D. Ostry 외, 2012)는 자본 통제의 다자적 결과와 전 세계적으로 효율적인 결과를 달성하기 위한 국제 협력의 필요성을 탐구한다. 이는 잠재적인 우려 사항 세 가지를 지적한다. 첫째, 자본 통제가 정당한 대외 조정의 대체 수단으로 사용될 수 있다는 가능성이다. 예를 들어, 유입 통제가 저평가된 통화를 유지하는 데 사용되는 경우이다. 둘째, 한 국가의 자본 통제 부과는 일부 자본을 다른 수혜국으로 전이시켜 유입 문제를 악화시킬 수 있다. 셋째, 원천국 정책(통화 정책 포함)이 자본 흐름의 양이나 위험성을 증가시킨다면 자본을 받는 국가가 직면한 문제를 악화시킬 수 있다. 이 보고서는 자본 통제가 국가적 관점에서 정당화된다면(국내 왜곡을 줄이는 측면에서), 다양한 상황에서 국경 간 파급 효과가 발생하더라도 추구되어야 한다고 가정한다. 한 국가의 정책이 다른 국가의 기존 왜곡을 악화시키고, 다른 국가가 대응하기 어렵다면, 단일 정책의 다자적 조정은 유익할 가능성이 높다. 조정은 차입국이 유입 통제를 줄이거나 대출국과 과도하게 크거나 위험한 유출로 인한 위험을 부분적으로 내부화하는 합의를 포함할 수 있다.
2012년 12월, IMF는 제한적인 자본 통제 사용에 대한 최근 지지를 더욱 확장한 직원 보고서를 발표했다.

### 불가능의 삼각정리
자본 통제의 역사는 때때로 불가능의 삼각정리와 관련하여 논의되는데, 이는 국가의 경제 정책이 고정 환율, 독립적인 통화 정책, 자본의 자유로운 이동(자본 통제 부재)이라는 세 가지 바람직한 거시 경제 목표 중 두 가지 이상을 동시에 달성하는 것이 불가능하다는 것을 발견한 것이다. 제1차 세계화 시대에는 정부가 대체로 자본의 자유로운 이동을 허용하면서 안정적인 환율을 추구하기로 선택했다. 그 대가는 통화 정책이 국내 경제의 필요가 아닌 국제적 조건에 의해 크게 좌우되었다는 것이다. 브레턴우즈 체제 시대에는 정부가 자본 통제를 대가로 대체로 안정적인 환율과 독립적인 통화 정책을 모두 가질 수 있었다. 불가능의 삼각정리 개념은 이 시대에 자본 통제의 정당화로 특히 영향력이 있었다. 워싱턴 합의 시대에는 선진국이 일반적으로 자본의 자유를 허용하고 독립적인 통화 정책을 유지하면서 변동 환율제 또는 준변동 환율제를 받아들이기로 선택했다.

## 2013년 이후의 사례

### 유럽 단일 시장 및 EFTA의 자본 통제
자본의 자유로운 흐름은 유럽 단일 시장의 네 가지 자유 중 하나이다. 진전이 있었음에도 불구하고 유럽의 자본 시장은 국가별로 파편화되어 있으며, 유럽 경제는 자금 조달을 위해 은행 부문에 크게 의존하고 있다. 유럽 투자를 위한 투자 계획을 바탕으로 자본 시장을 더욱 통합하기 위해 유럽 연합 집행위원회는 2015년에 자본 시장 연합(CMU) 구축을 위한 행동 계획을 채택하여 유럽에서 진정한 단일 자본 시장을 달성하기 위한 핵심 조치 목록을 제시했으며, 이는 기존의 은행 연합을 심화시킨다. 이는 유럽에서 전통적으로 지배적인 은행 기반 금융 채널의 대안이 되어야 하는 중개 없는 시장 기반 금융 형태를 중심으로 이루어지기 때문이다. 이 프로젝트는 유럽 연합의 28개 회원국만의 프로젝트가 아니라 유럽 단일 시장을 강화하려는 정치적 신호였으며, 브렉시트 이전에 영국이 EU에 적극적으로 참여하도록 강력한 신호를 보냈다.
2008년 이후 EU와 유럽 자유 무역 연합(EFTA)에서는 세 번의 자본 통제가 있었으며, 모두 은행 위기로 인해 발생했다.

#### 아이슬란드 (2008–2017)
2008-2011년 아이슬란드 금융 위기에서 아이슬란드(EFTA 회원국이지만 EU 회원은 아님)는 은행 시스템 붕괴로 인해 자본 통제를 부과했다. 아이슬란드 정부는 2015년 6월에 이를 해제할 계획이라고 밝혔다. 그러나 발표된 계획에는 해외로 자본을 반출하는 것에 대한 세금이 포함되어 있었기 때문에 여전히 자본 통제에 해당한다고 볼 수 있었다. 아이슬란드 정부는 2017년 3월 12일에 자본 통제가 해제되었음을 발표했다. 2017년, 캘리포니아 대학교 버클리의 경제학자 존 스테인손은 위기 동안 아이슬란드에 자본 통제 도입을 반대했지만, 아이슬란드의 경험으로 인해 생각을 바꿨다고 말하며 다음과 같이 언급했다. "정부는 매우 큰 적자를 메워야 했다. 자본 통제 부과는 상당한 양의 외국 자본을 국가 안에 묶어 두었다. 이 자금은 정부의 재정 비용을 크게 낮추었을 것이고, 정부는 자본 통제 없이는 그렇게 많은 적자 지출을 할 수 없었을 것이다."

#### 키프로스 공화국 (2013–2015)
그리스와 밀접하게 연관된 유로존 회원국인 키프로스는 2012-2013 키프로스 금융 위기에 대한 대응의 일환으로 2013년에 유로존 최초의 일시적 자본 통제를 부과했다. 이러한 자본 통제는 2015년에 해제되었으며, 마지막 통제는 2015년 4월에 제거되었다.

#### 그리스 (2015–2019)
2010년대 그리스 부채 위기가 심화된 이후, 그리스는 자본 통제를 시행했다. 8월 말, 그리스 정부는 마지막 자본 제한이 도입된 지 약 50개월 만인 2019년 9월 1일부터 해제될 것이라고 발표했다.

### 유럽 이외 지역의 자본 통제

#### 인도 (2013)
2013년, 인도 준비은행(RBI)은 급격히 약화되는 통화로 인해 자본 유출 통제를 부과했다. 중앙은행은 해외 자산에 대한 직접 투자를 원래의 4분의 1로 줄였다. 이는 해외 송금 한도를 20만 달러에서 7만 5천 달러로 낮춤으로써 달성되었다. 예외를 만들기 위해서는 중앙은행의 특별 허가를 받아야 했다. RBI는 이후 몇 주에 걸쳐 인도 루피가 안정됨에 따라 이 조치를 점진적으로 철회했다.

## 건전성 조치 채택
건전성 자본 통제 조치는 위에 요약된 일반 자본 통제와 구별되는데, 이는 시스템 위험을 완화하고, 경기 변동성을 줄이며, 거시 경제 안정성을 높이고, 사회 복지를 증진하는 것을 목표로 하는 건전성 규제 중 하나이기 때문이다. 이는 일반적으로 유입만을 규제하며 사전 정책 개입을 취한다. 건전성 요구 사항은 이러한 규제가 잠재적인 금융위기와 경제 붕괴를 방지하기 위해 신중한 사전 고려를 통해 과도한 위험 축적 과정을 억제하고 관리해야 한다고 말한다. 사전 타이밍은 이러한 규제가 심각한 위기가 이미 경제를 강타한 후에 정책 개입을 취하는 것과 달리, 무제한적인 위기가 실현되기 전에 효과적으로 취해져야 함을 의미한다.

## 자본과 지급의 자유로운 이동

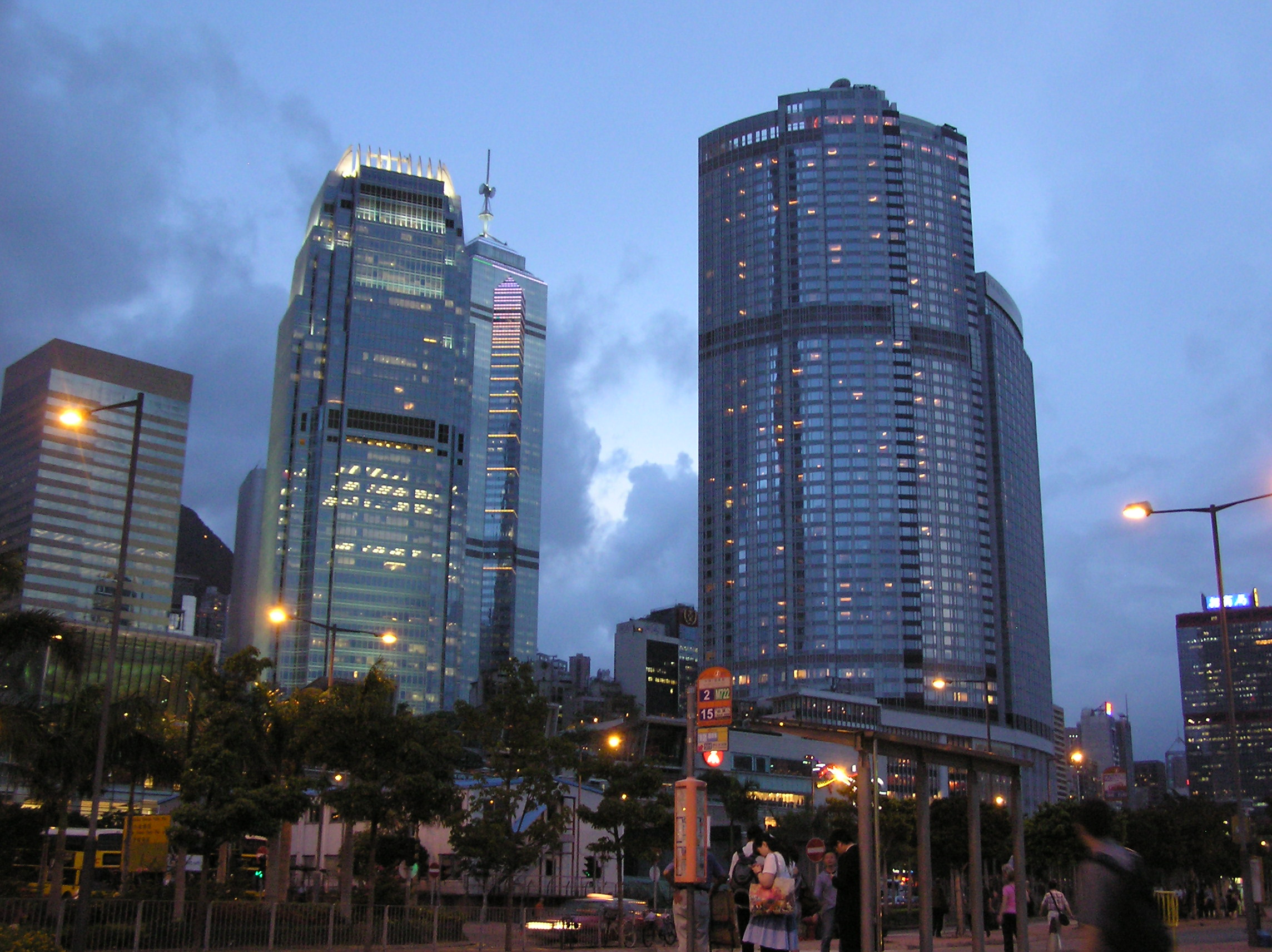
홍콩의 제2 국제금융센터는 자본 통제를 반대하고, 자본 통제가 효과가 없을 것이라고 주장할 가능성이 높다.

자본과 지급의 완전한 자유로운 이동은 지금까지 캐나다와 미국 또는 EU와 같이 "네 가지 자유"와 유로존이 있는 지역 내의 완전한 자유와 같이 자유 무역 협정 및 자본 통제로부터 상대적으로 자유로운 개별 국가들 사이에서만 접근되었다. 제1차 세계 대전으로 끝난 제1차 세계화 시대에는 자본 이동에 대한 제한이 거의 없었지만, 영국과 네덜란드를 제외한 모든 주요 경제국은 관세 및 의무와 같은 경상수지 통제를 사용하여 상품 결제를 강력히 제한했다.
자본과 지급의 자유로운 이동에 대한 자본 통제 제한이 개발도상국에 이익이 되는지에 대해서는 합의가 없다. 많은 경제학자들은 인플레이션 압력이 지속되고, 국가가 부채에 시달리며, 외환보유고가 낮은 상황에서 자본 통제를 해제하는 것은 유익하지 않을 것이라고 동의한다. 아르헨티나에서 이러한 조건 하에 자본 통제가 해제되었을 때, 페소는 달러 대비 가치의 30%를 잃었다. 대부분의 국가는 호황 기간 동안 자본 통제를 해제할 것이다.
2016년 연구에 따르면, 자본 통제 시행은 두 국가 상황에서 자본 통제를 시행하는 국가에 유익할 수 있다. 양국이 모두 자본 통제를 시행하는 경우에는 자본 통제의 효과가 더 모호하다.

### 자유로운 자본 이동 찬성론
친자유 시장 경제학자들은 자본의 자유로운 이동에 대해 다음과 같은 장점을 주장한다.
- 저축이 가장 생산적인 용도로 사용될 수 있도록 하여 전반적인 경제 성장을 증진한다.[32]
- 외국인 직접 투자를 장려하여 개발도상국이 외국의 전문 지식으로부터 혜택을 받도록 돕는다.[32]
- 국가가 일시적인 경기 침체를 완화하는 데 도움이 되도록 외부 시장에서 자금을 조달할 수 있도록 한다.[32]
- 저축자와 차입자 모두에게 최적의 시장 이자율을 확보할 수 있도록 한다.[15]
- 통제에 세금이 포함될 경우, 조성된 자금이 부패한 정부 관료들에 의해 개인적인 용도로 유용되는 경우가 있다.[15]
- 아시아 전역의 하왈라 유형 상인들은 항상 통화 이동 통제를 회피할 수 있었다.
- 컴퓨터와 통신 기술의 발전으로 무제한적인 전자 자금 이체가 점점 더 많은 은행 고객들에게 편리하게 되었다.

### 자본 통제 찬성론
친자본 통제 경제학자들은 다음 주장을 했다.
- 자본 통제는 금융 위기의 위험을 줄이고 관련 외부 효과를 방지하는 최적의 거시건전성 정책을 나타낼 수 있다.[5][56][79][80]
- 자본 통제가 널리 사용되던 브레턴우즈 시대에는 전 세계 경제 성장이 평균적으로 훨씬 높았다. 대니 로드릭과 같은 경제학자들은 회귀 분석을 사용하여 성장과 자유로운 자본 이동 사이에 긍정적인 상관관계가 없음을 발견했다.[81]
- 국가 거주민이 외국 자산을 소유하는 것을 제한하는 자본 통제는 국내 신용을 더 저렴하게 이용할 수 있도록 보장할 수 있다. 이러한 종류의 자본 통제는 인도와 중국 모두에서 여전히 시행되고 있다. 인도에서는 통제가 거주민들이 정부에 저렴한 자금을 직접 제공하도록 장려하는 반면, 중국에서는 중국 기업들이 저렴한 대출 자원을 확보할 수 있다는 것을 의미한다.[26]
- 브레턴우즈 자본 통제가 완화된 이후 경제 위기가 훨씬 더 자주 발생했다. 자본 통제를 억압적이라고 분류하는 경제 역사가들조차도 이 시기의 높은 성장률보다 자본 통제가 위기 발생 빈도를 낮추는 데 더 큰 책임이 있다고 결론 내렸다.[26] 통제되지 않은 대규모 자본 유입은 종종 통화 가치를 상승시키고, 인플레이션에 기여하며, 지속 불가능한 경제 호황을 초래하여 국가의 경제 발전을 저해했다. 이러한 호황은 종종 금융 위기에 선행하며, 위기는 유입 자금이 급격히 역전되어 국내외 자본이 국가를 떠날 때 발생한다. 개발도상국의 경우, 유입 자금이 외화 표시 대출이 되어 개발도상국의 통화 가치가 하락함에 따라 상환 비용이 훨씬 더 비싸지는 경우 위기 위험이 특히 높다. 이를 원죄라고 한다.[11][82][83]

## 같이 보기
- 건전성 자본 통제
- 가격 통제
- 브레턴우즈 체제
- 임베디드 자유주의
- 불가능의 삼각정리
- 먼델-플레밍 모형
- 금융 억압
- 거시건전성 정책

## 내용주와 각주
1. ↑  Frieden, Jeffry; Martin, Lisa (2003). 〈International Political Economy: Global and Domestic Interactions〉. 《Political Science: The State of the Discipline》. W.W. Norton. 121쪽.
2. ↑  Fischer, Stanley (1997). “Capital Account Liberalization and the Role of the IMF”. International Monetary Fund. 2014년 4월 2일에 확인함.
3. 1 2 3 4  Jonathan D. Ostry, Atish R. Ghosh, Karl Habermeier, Marcos Chamon, Mahvash S. Qureshi, and Dennis B.S. Reinhardt (19 February 2010). "Capital Inflows: The Role of Controls". Staff Position Note 10/04. 국제 통화 기금.
4. ↑  Blanchard, Olivier; Ostry, Jonathan D. (2012년 12월 11일). “The multilateral approach to capital controls”. 《VoxEU.org》. 2020년 3월 28일에 확인함.
5. 1 2 3 4 5  Jonathan D. Ostry, Atish R. Ghosh, Karl Habermeier, Luc Laeven, Marcos Chamon, Mahvash S. Qureshi, and Annamaria Kokenyne (April 2011), "Managing Capital Inflows: What Tools to Use?", IMF Staff Discussion Notes No. 11/06. 국제 통화 기금.
6. 1 2  디 이코노미스트 (February 2010), "The IMF changes its mind on controls on capital inflows".
7. 1 2  파이낸셜 타임스 (February 2010), "IMF reconsiders capital controls opposition".
8. 1 2  The Economist (April 2011), "The Reformation: A disjointed attempt by the IMF to refine its thinking on capital controls".
9. ↑  Mercurio, Bryan (2023). 《Capital Controls and International Economic Law》 (영어). Cambridge University Press. ISBN 978-1-316-51743-7.
10. 1 2  Jonathan D. Ostry, Atish R. Ghosh, and Anton Korinek (2012b) "Multilateral Aspects of Managing the Capital Account", SDN/12/10. 국제 통화 기금.
11. 1 2 3 4 5 6 7 8 9  Eirc Helleiner; Louis W Pauly;  외. (2005).  John Ravenhill, 편집. 《Global Political Economy》. Oxford University Press. 7–15, 154, 177–204쪽. ISBN 0-19-926584-4.
12. ↑  Some of the few pre WWI capital controls had political rather than economic motivations, e.g. between Germany and France after the 1871 Franco Prussian war, but there were a few controls implemented with economic justifications, although not endorsed by mainstream economists.
13. ↑  Barry Eichengreen (2008). 〈"chp 1"〉. 《Globalizing Capital: A History of the International Monetary System》. Princeton University Press. ISBN 978-0-691-13937-1.
14. ↑  Carmen Reinhart and Kenneth Rogoff (2008년 4월 16일). “This Time is Different: A Panoramic View of Eight Centuries of Financial Crises” (PDF). Harvard. 8쪽. 2010년 7월 13일에 원본 문서 (PDF)에서 보존된 문서. 2010년 5월 28일에 확인함.
15. 1 2 3 4  Michael C. Burda and Charles Wyplosz (2005). 《Macroeconomics: A European Text, 4th edition》. Oxford University Press. 246–248, 515, 516쪽. ISBN 0-19-926496-1.
16. ↑  “Expropriation (Aryanization) of Jewish Property”. 《edwardvictor.com》. 2015년 4월 18일에 원본 문서에서 보존된 문서. 2018년 10월 12일에 확인함.
17. ↑  “Germany: Profitable Tax”. 《타임 (잡지)》. 1938년 9월 26일. 2010년 8월 26일에 원본 문서에서 보존된 문서. 2010년 5월 30일에 확인함.
18. ↑  
Liaquat Ahamed (2009). 《Lords of Finance》. WindMill Books. ISBN 978-0-09-949308-2.
19. 1 2  Orlin, Crabbe (1996). 《International Financial Markets》 3판. Prentice Hall. 2–20쪽. ISBN 0-13-206988-1.
20. ↑  
Larry Elliott; Dan Atkinson (2008). 《The Gods That Failed: How Blind Faith in Markets Has Cost Us Our Future》. The Bodley Head Ltd. 6–15, 72–81쪽. ISBN 978-1-84792-030-0.
21. 1 2  [[대니 로드릭|Dani Rodrik]] (2010년 5월 11일). “Greek Lessons for the World Economy”. 프로젝트 신디케이트. 2010년 5월 19일에 확인함. |author-last1= 값 확인 필요 (도움말)
22. ↑  
Laurence Copeland (2005). 《Exchange Rates and International Finance》 4판. Prentice Hall. 10–40쪽. ISBN 0-273-68306-3.
23. ↑  
Helleiner, Eric (1995). 《States and the Reemergence of Global Finance: From Bretton Woods to the 1990s》. Cornell University Press. ISBN 0-8014-8333-6.
24. 1 2 3 4  Kevin Gallagher (2011년 2월 20일). “Regaining Control? – Capital Controls and the Global Financial Crisis” (PDF). 매사추세츠 대학교 애머스트. 2017년 8월 2일에 원본 문서 (PDF)에서 보존된 문서. 2011년 6월 24일에 확인함.
25. ↑  Wolf, Martin (2009). 〈passim, esp. preface and chpt. 3〉. 《Fixing Global Finance》. Yale University Press. ISBN 9780801890482.
26. 1 2 3 4  Carmen Reinhart and Kenneth Rogoff (2010). 《This Time Is Different: Eight Centuries of Financial Folly》. Princeton University Press. passim, esp. 66, 92–94, 205, 403쪽. ISBN 978-0-19-926584-8.
27. ↑  Eichengreen, Barry (2019). 《Globalizing Capital: A History of the International Monetary System》 3판. Princeton University Press. 87쪽. doi:10.2307/j.ctvd58rxg. ISBN 978-0-691-19390-8. JSTOR j.ctvd58rxg. S2CID 240840930.
28. ↑  Roberts, Richard (1999). 《Inside International Finance》. Orion. 25쪽. ISBN 0-7528-2070-2.
29. ↑  Giovanni Dell’Ariccia, Julian di Giovanni, Andre Faria, Ayhan Kose, Paolo Mauro, Jonathan D. Ostry, Martin Schindler, and Marco Terrones, 2008, "Reaping the Benefits of Financial Globalization", IMF Occasional Paper No. 264 (국제 통화 기금).
30. ↑  
James M. Boughton. “Silent Revolution: The International Monetary Fund 1979–1989”. 국제 통화 기금. 2009년 9월 7일에 확인함.
31. ↑  China and India still retain capital controls as late as 2010.
32. 1 2 3 4 5  Kate Galbraith, 편집. (2001). “Globalisation”. 《디 이코노미스트》. 286–290면. ISBN 1-86197-348-9.
33. ↑  Masahiro Kawai; Shinji Takagi (2003년 5월 1일). “Rethinking Capital Controls: The Malaysian Experience” (PDF). 일본 재무성. 2011년 3월 24일에 원본 문서 (PDF)에서 보존된 문서. 2010년 5월 28일에 확인함.
34. ↑  Jagdish Bhagwati (2004) In defense of Globalization. Oxford University Press; pp.199–207
35. ↑  디 이코노미스트 (2003) A place for capital controls
36. ↑  Chris Giles; Ralph Atkins; Krishna Guha. “The undeniable shift to Keynes”. 《파이낸셜 타임스》. 2022년 12월 11일에 원본 문서에서 보존된 문서. 2009년 1월 23일에 확인함.
37. ↑  IMF Completes First Review Under Stand-By Arrangement with Iceland, Extends Arrangement, and Approves US$167.5 Million Disbursement, Press Release No. 09/375, 28 October 2009
38. ↑  A Beattie; K Brown; P Garnham; J Wheatley; S Jung-a; J Lau (2009년 11월 19일). “Worried nations try to cool hot money”. 《파이낸셜 타임스》. 2022년 12월 11일에 원본 문서에서 보존된 문서. 2009년 12월 15일에 확인함.
39. ↑  
[[폴 메이슨 (언론인)|Paul Mason (journalist)]] (2010). 《Meltdown: The End of the Age of Greed》 2판. Verso. 196–199쪽. ISBN 978-1-84467-653-8. |author-last1= 값 확인 필요 (도움말)
40. ↑  [[대니 로드릭|Dani Rodrik]] (2010년 3월 11일). “The End of an Era in Finance”. 프로젝트 신디케이트. 2010년 5월 24일에 확인함. |author-last1= 값 확인 필요 (도움말)
41. ↑  Kevin Gallagher (2010년 3월 1일). “Capital controls back in IMF toolkit”. 《The Guardian》. 2010년 5월 24일에 확인함.
42. ↑  Arvind Subramanian (2009년 11월 18일). “Time For Coordinated Capital Account Controls?”. The Baseline Scenario. 2009년 12월 15일에 확인함.
43. 1 2  
“The Liberalization and Management of Capital Flows: An Institutional View” (PDF). 국제 통화 기금. 2012년 12월 3일. 2012년 12월 4일에 확인함.
44. ↑  Lex team (2010년 6월 10일). “Capital controls”. 《파이낸셜 타임스》. 2022년 12월 11일에 원본 문서에서 보존된 문서. 2010년 7월 1일에 확인함.
45. ↑  Song Jung- (2010년 6월 14일). “Seoul curbs capital flows to rein in won fluctuations”. 《파이낸셜 타임스》. 2022년 12월 11일에 원본 문서에서 보존된 문서. 2010년 7월 1일에 확인함.
46. ↑  Kevin Brown (2010년 6월 30일). “Asia toys with introducing capital controls”. 《파이낸셜 타임스》. 2022년 12월 11일에 원본 문서에서 보존된 문서. 2010년 7월 1일에 확인함.
47. ↑  Ambrose Evans-Pritchard (2010년 9월 29일). “Capital controls eyed as global currency wars escalate”. 《The Daily Telegraph》. 2010년 9월 29일에 확인함.
48. ↑  《West inflates EM 'super bubble'》. 《파이낸셜 타임스》. 2010년 9월 29일. 2010년 9월 29일에 확인함.
49. ↑  조지 소로스 (2010년 10월 7일). 《China must fix the global currency crisis》. 《파이낸셜 타임스》. 2022년 12월 11일에 원본 문서에서 보존된 문서. 2010년 10월 14일에 확인함.
50. ↑  “China Must Fix the Global Currency Crisis”. 《George Soros》. 2023년 2월 10일에 확인함.
51. ↑  “Chile Not Planning Capital Controls For Region-Beating Peso, Larrain Says”. 블룸버그 뉴스. 2010년 10월 9일. 2010년 10월 14일에 확인함.
52. ↑  Sebastian Mallaby (2011년 4월 14일). “The IMF needs to find its voice again”. 《파이낸셜 타임스》. 2022년 12월 11일에 원본 문서에서 보존된 문서. 2011년 12월 15일에 확인함.
53. ↑  Ragnar Arnason; Jon Danielsson (2011년 11월 14일). “Capital controls are exactly wrong for Iceland”. Vox EU. 2011년 12월 15일에 확인함.
54. ↑  Hausmann, Ricardo; Stiglitz, Joseph;  외. (2011년 1월 31일). “CapCtrlsLetter” (PDF). 터프츠 대학교. 2012년 1월 24일에 원본 문서 (PDF)에서 보존된 문서. 2021년 9월 28일에 확인함.
55. ↑  “US business defends capital controls in trade pacts”. 로이터. 2011년 2월 8일. 2016년 3월 5일에 원본 문서에서 보존된 문서. 2011년 6월 24일에 확인함.
56. 1 2 3  Jonathan D. Ostry, Atish R. Ghosh, Marcos Chamon, Mahvash S. Qureshi, 2012a, "Tools for Managing Financial-Stability Risks from Capital Inflows", Journal of International Economics, vol. 88(2), pp. 407–421.
57. ↑  Robin Harding (2011년 4월 5일). “IMF gives ground on capital controls”. 《파이낸셜 타임스》. 2022년 12월 11일에 원본 문서에서 보존된 문서. 2011년 4월 16일에 확인함.
58. ↑  IMF staffers (2011년 4월 5일). “IMF Develops Framework to Manage Capital Inflows”. 국제 통화 기금. 2011년 4월 16일에 확인함.
59. ↑  Kevin Gallagher (2010년 11월 29일). “The IMF must heed G20 decisions”. 《The Guardian》. 2011년 12월 15일에 확인함.
60. ↑  Oliver Bush; Katie Farrant; Michelle Wright (2011년 12월 9일). “Reform of the International Monetary and Financial System” (PDF). 잉글랜드 은행. 2011년 12월 18일에 원본 문서 (PDF)에서 보존된 문서. 2011년 12월 15일에 확인함.
61. ↑  Simon Rabinovitch (2011년 12월 18일). “China opens up to offshore renminbi investors”. 《파이낸셜 타임스》. 2022년 12월 11일에 원본 문서에서 보존된 문서. 2011년 12월 20일에 확인함.
62. ↑  Arvind Subramanian (2012년 1월 9일). “China and India: right policy, wrong place”. 《파이낸셜 타임스》. 2022년 12월 11일에 원본 문서에서 보존된 문서. 2012년 1월 17일에 확인함.
63. ↑  Capital Controls: Gates and Walls 보관됨 14 1월 2013 - 웨이백 머신 by Michael W. Klein (Tufts), September 2012
64. ↑  Did the Indian capital controls work as a tool of macroeconomic policy?, IMF Economic Review, September 2012.
65. ↑  Navigating Capital Flows in Brazil and Chile by Brittany Baumann and Kevin Gallagher (BU), June 2012
66. ↑  Capital Controls and Spillover Effects: Evidence from Latin-American Countries by Frederic J. Lambert, Julio Ramos-Tallada and Cyril Rebillard (Banque de France), December 2011
67. ↑  Bubble Thy Neighbor: Portfolio Effects and Externalities from Capital Controls by Kristin J. Forbes (MIT), April 2012
68. ↑  “Mid-term review of the capital markets union action plan”. 《European Commission – European Commission》 (영어). 2019년 12월 23일에 확인함.
69. ↑  Vértesy, László (2019). 《The legal and regulatory aspects of the free movement of capital – towards the Capital Markets Union.》. 《Journal of Legal Theory HU》. 110–128쪽.
70. ↑  Ringe, Wolf-Georg (2015년 3월 9일). 《Capital Markets Union for Europe – A Political Message to the UK》 (영어). Rochester, NY. doi:10.2139/ssrn.2575654. SSRN 2575654.
71. ↑  “Iceland Lifts Capital Controls”. 《Prime Minister's Office》 (영어). 2017년 5월 25일에 확인함.
72. ↑  Steinsson, Jón (2017). “Comment on "The rise, the fall, and the resurrection of Iceland"” (PDF).
73. ↑  “Cyprus lifts all capital controls as banks recover”. BBC News. 2015년 4월 6일.
74. ↑  “Greece ends capital controls after 50 months”. 《euractiv.com》. 2019년 8월 26일.
75. ↑  “Capital Controls” (미국 영어). Corporate Finance Institute. 2023년 2월 19일에 확인함.
76. ↑  Nair, Vishwanath (2015년 6월 29일). “Five countries that have used capital controls recently”. 《mint》 (영어). 2023년 2월 19일에 확인함.
77. ↑  “Here's why Argentina's new president Macri let the peso crash”. 《The Washington Post》. 2019년 9월 8일에 확인함.
78. ↑  Heathcote, Jonathan; Perri, Fabrizio (2016년 5월 1일). 《On the Desirability of Capital Controls》 (PDF). 《IMF Economic Review》 (영어) 64. 75–102쪽. doi:10.1057/imfer.2016.7. ISSN 2041-417X. S2CID 44648892.
79. ↑  Anton Korinek. “The New Economics of Prudential Capital Controls” (PDF). IMF Economic Review 59(3), pp. 523–561. 2016년 3월 6일에 원본 문서 (PDF)에서 보존된 문서. 2011년 12월 9일에 확인함.
80. ↑  Anton Korinek (2010년 5월 1일). “Regulating Capital Flows to Emerging Markets: An Externality View” (PDF). University of Maryland. 2016년 3월 8일에 원본 문서 (PDF)에서 보존된 문서. 2011년 7월 12일에 확인함.
81. ↑  Rodrik, Dani (1998). 《Who Needs Capital-Account Convertability?》 (PDF). 《Harvard University》. 2023년 7월 24일에 원본 문서 (PDF)에서 보존된 문서.
82. ↑  Eswar S. Prasad; Raghuram G. Rajan; Arvind Subramanian (2007년 4월 16일). “Foreign Capital and Economic Growth” (PDF). Peterson Institute. 2009년 12월 14일에 원본 문서 (PDF)에서 보존된 문서. 2009년 12월 15일에 확인함.
83. ↑  
Heakal, Reem. “Understanding Capital And Financial Accounts in the Balance of Payments”. Investopedia. 2009년 12월 11일에 확인함.

## 추가 문헌
- States and the Reemergence of Global Finance (1994) by Eric Helleiner – Chapter 2 is excellent for the pre World War II history of capital controls and their stenghening with Bretton Woods. Remaining chapters cover their decline from the 1960s through to the early 1990s. Helleiner offers extensive additional reading for those with a deep interest in the history of capital controls.
- Erten, Bilge, Anton Korinek, and José Antonio Ocampo. 2021. "Capital Controls: Theory and Evidence". Journal of Economic Literature, 59 (1): 45–89.